# Distrito Histórico de Oakland Avenue
El Distrito Histórico de Oakland Avenue es un distrito histórico residencial en el vecindario Smith Hill de la ciudad Providence, la capital del estado de Rhode Island (Estados Unidos). El área es un tramo densamente construido de las avenidas Oakland y Pembroke, que se extiende desde la calle Eaton en el norte hasta aproximadamente la mitad del camino entre las calles Chad Brown y Smith en el sur. Solo se incluyen los edificios en el lado este de Pembroke, mientras que se incluyen ambos lados de la avenida Oakland Avenue, al igual que algunas propiedades en las calles adyacentes. Todos menos dos de los 110 edificios del distrito son residenciales y están ubicados en lotes pequeños de tamaño similar. Las casas son casi todas de unidades múltiples, con dos o tres unidades, y fueron construidas entre 1890 y 1930. El distrito representa una colección densa y bien conservada de este tipo de viviendas en la ciudad, y fue una de las últimas áreas del "centro de la ciudad" en desarrollarse.
El distrito se agregó al Registro Nacional de Lugares Históricos en 1984.